# Slowdive
Gli Slowdive sono un gruppo musicale britannico formatosi a Reading nel 1989, tra i principali esponenti del genere shoegaze. Scioltisi nel 1995, si sono ricostituiti nel 2014, dopo quasi vent'anni di inattività.

## Il nome
Il nome del gruppo (tradotto dall'inglese "tuffo lento") è ispirato da un sogno fatto dal bassista Nick Chaplin e dall'omonima canzone dei Siouxsie and the Banshees, uno dei gruppi preferiti di Rachel Goswell.

## Storia del gruppo
Il gruppo si forma nel 1989 su iniziativa di Neil Halstead (chitarra e voce), Rachel Goswell (chitarra e voce), Christian Savill (chitarra), Adrian Sell (batteria) e Nick Chaplin (basso). Sin dagli esordi caratterizzano il proprio suono per gli intrecci di chitarre, il delicato incedere del feedback e distorsioni che si posano su una sezione ritmica minimalista, a tratti appena accennata.
Nel 1990 firmano per l'etichetta Creation di Alan McGee e pubblicano l'esordio discografico, rappresentato dall'EP Slowdive, contenente il brano omonimo. Nel disco già si delineano le caratteristiche principali del suono della band: lunghe sinfonie distorte a cui si sovrappongono gli intrecci vocali. Nel 1991 esce il secondo EP Morningrise, che riutilizza la formula del loro esordio. In questo lavoro, costituito da tre brani, alla batteria c'è Neil Carter, che ha sostituito Sell. Pochi mesi dopo ci sarà un nuovo cambio con l'ingresso di Simon Scott.
Il successivo EP Holding our Breath (1991) contiene Catch the Breeze, che finirà poi sul loro LP d'esordio, e Shine. Contiene inoltre la cover di Golden Hair di Syd Barrett (tratta da una poesia di James Joyce), proposta in una chiave ancora più eterea rispetto all'originale.
L'esordio sulla lunga distanza avviene nel settembre 1991 con l'album Just for a Day, definito da molti critici di settore come una pietra miliare dello shoegaze.
L'anno successivo esce la raccolta Blueday (Creation, 1992) che raccoglie tutti gli EP precedenti all'uscita di Just for a Day. Avviene inoltre un nuovo avvicendamento alla batteria, con Ian McCutcheon che rileva Scott.
Il secondo LP, Souvlaki (1993), si apre con la ballata Alison, nella quale le chitarre e le voci si intrecciano a tratteggiare la stessa melodia. Il disco si avvale della presenza in due canzoni di Brian Eno, che è anche attestato come coautore di Sing. Nell'album compaiono accenni elettronici, che si uniscono alle sinfonie di chitarre cariche di delay.
Nel 1994 esce l'EP In Mind. Tre brani di questo lavoro vengono inseriti come bonus track nella versione americana di Souvlaki.
Dopo che Neil Halstead decide di intraprendere definitivamente la strada dello sperimentalismo puro, sia Chaplin che Savill lasciano il gruppo durante le registrazioni del terzo disco. In un clima paradossale viene pubblicato Pygmalion (1995), l'ultimo album targato Slowdive. Il disco si muove su coordinate decisamente più ambient, vicino al post-rock dei Talk Talk e dei Bark Psychosis. Il giudizio critico sul disco è controverso: per alcuni rappresenta il disco più riuscito della band mentre per altri solo un lavoro interlocutorio, sicuramente un disco di rottura. I due brani più riusciti ed ancora legati al suono dei dischi precedenti dell'album sono Crazy For You e Blue Skied An' Clear, quest'ultimo incluso anche nella colonna sonora del film Doom Generation di Gregg Araki.
Il mancato successo del terzo album, così sperimentale e distante anni luce dal brit pop, all'epoca in pieno boom, porta Alan McGee (boss della Creation Records) a interrompere il rapporto con il gruppo. Il gruppo si scioglie nello stesso anno: Chaplin e Savill avevano già lasciato il progetto insoddisfatti del nuovo corso intrapreso, mentre Neil Halstead e Rachel Goswell firmano con la 4AD dando vita ai Mojave 3.
Nel 2010, come Slowdive, il gruppo pubblica un album Best of chiamato The Shining Breeze: the Slowdive Anthology.
Nel 2014 il gruppo si riunisce dopo quasi vent'anni di inattività (come avvenuto in precedenza per i My Bloody Valentine) e comincia un tour europeo. Neil Halstead e Rachel Goswell non nascondono la probabile futura uscita di un nuovo album, composto da tracce inedite.
Nel gennaio 2017, gli Slowdive annunciano di aver firmato per l'etichetta Dead Oceans e confermano di essere al lavoro su materiale nuovo. Il 12 gennaio 2017 la band pubblica Star Roving, il loro primo singolo dopo 22 anni. Il successivo 28 marzo viene annunciato il nuovo album, chiamato semplicemente Slowdive; ad accompagnare l'annuncio è il secondo singolo Sugar for the Pill.
Il 22/06/2023 esce il nuovo singolo "Kisses" e il videoclip, girato da Noel Paul a Napoli, con cast quasi del tutto italiano, che riscuote subito un ottimo successo e che anticipa il nuovo lavoro del quintetto di Reading, "everything is alive", atteso per il 1 Settembre.

## Formazione
- Neil Halstead – voce, chitarra, tastiere (1989–1995, 2014–presente)
- Rachel Goswell – voce, chitarra, tastiere, tamburello (1989–1995, 2014–presente)
- Nick Chaplin – basso (1989–1995, 2014–presente)
- Christian Savill – chitarra (1989–1995, 2014–presente)
- Simon Scott – batteria (1991–1994, 2014–presente)

### Membri precedenti
- Adrian Sell – batteria (1989–1990)
- Nick Sell – batteria (1990–1991)
- Ian McCutcheon – batteria (1994–1995)

## Discografia

### Album
- 1991 - Just for a Day
- 1993 - Souvlaki
- 1995 - Pygmalion
- 2017 - Slowdive
- 2023 - Everything Is Alive

### EP
- 1990 - Slowdive
- 1991 - Morningrise
- 1991 - Holding our Breath
- 1993 - Outside your room
- 1994 - 5EP

### Raccolte
- 1992 - Blue Day
- 2010 - The Shining Breeze: The Slowdive Anthology

### Colonne sonore
- 1999 - I'm the Elephant, U Are the Mouse